# Giuseppe Ambrosoli
Giuseppe Ambrosoli (Ronago, 25 luglio 1923 – Lira, 27 marzo 1987) è stato un medico, presbitero e missionario italiano.
Operò in Uganda per trent'anni, sviluppò l'ospedale di Kalongo assistendo la popolazione del distretto come medico, chirurgo e ginecologo, morì sfinito dalle sofferenze patite durante la seconda guerra civile dell'Uganda. Riconosciutane l'eroicità delle virtù, la Chiesa cattolica lo indica come venerabile. Il 20 novembre 2022 a Kalongo in Uganda, il nunzio apostolico, l'arcivescovo Luigi Bianco, legge la lettera apostolica di papa Francesco che dichiara beato padre Giuseppe Ambrosoli. Festa anche nella diocesi di Como .

## Biografia
Nacque a Ronago, nella diocesi di Como, da Giovanni Battista, fondatore della famosa industria del miele Ambrosoli, e da Palmira Valli. Studiò presso il ginnasio "A. Volta" di Como e dopo, seguendo la tradizione di famiglia, andò a studiare a Genova presso l'Istituto dei Padri Scolopi. Tornato a Como per frequentare il liceo, conseguì la maturità classica nel 1942. In questo periodo fece parte del gruppo diocesano di Azione Cattolica del Cenacolo animato dal francescano Silvio Riva. Si iscrisse poi alla Facoltà di Medicina e Chirurgia di Milano, ma dovette interrompere gli studi a causa della guerra.
Dopo l'8 settembre 1943, rischiando la vita, si impegnò per aiutare a rifugiarsi in Svizzera un gran numero di ebrei, di ex militari, di renitenti alla leva della RSI, che senza il suo aiuto sarebbero finiti nei campi di concentramento nazisti. Dopo averli rifocillati, nottetempo li guidava a varcare il confine svizzero che era poco distante dalla sua casa. Infine, temendo di essere catturato egli stesso, si rifugiò in Svizzera. Quando però i genitori gli fecero sapere che erano stati minacciati di rappresaglie se non si fosse presentato alla chiamata alla leva dell'esercito di Salò, che gli era stata recapitata il 27 marzo 1944, Giuseppe non esitò a rientrare in Italia e a presentarsi alle autorità della Repubblica di Salò, fu quindi arruolato e mandato in Germania, nel campo di addestramento di Heuberg-Stetten, vicino a Stoccarda, dove si prodigò per aiutare e sostenere moralmente i compagni, spesso fiaccati dal duro addestramento e dal disprezzo dei tedeschi. In questo periodo maturò in lui la vocazione missionaria, come riferì poi il medico Luciano Giornazzi, suo commilitone. Rientrò in Italia nel dicembre 1944 e fu mandato a Collecchio, nei pressi di Parma, e successivamente a Berceto, dove ancora molti abitanti ricordano questo giovane soldato che aiutava i poveri.
Finita la guerra riuscì a riprendere gli studi di medicina solo nel novembre 1946, per laurearsi il 28 luglio 1949. Dopo, per essere meglio preparato per la vita missionaria, volle andare a studiare medicina tropicale presso la Scuola di Igiene e Medicina Tropicale di Londra. Di ritorno in Italia scelse di entrare nella congregazione dei Missionari Comboniani del Cuore di Gesù, preferendola ad altre congregazione missionarie anche perché gli avrebbe consentito di andare in terra di missione in tempi brevi. Così il 18 ottobre 1951 entrò come novizio nella casa dei comboniani a Gozzano, due anni dopo emise i primi voti, e infine, dopo gli studi di teologia compiuti a Venegono, il 17 dicembre 1955 fu ordinato sacerdote dall'Arcivescovo di Milano, mons. Giovanni Battista Montini (il futuro papa Paolo VI).
Il 1º febbraio 1956 partì per l'Uganda, destinato alla diocesi di Gulu, lì fu mandato per un breve periodo a Kalongo, dove c'era solo un piccolo dispensario. Padre Ambrosoli si rimboccò le maniche e si dedicò alla costruzione di un ospedale, contemporaneamente completò gli studi di teologia nel seminario di Lacor, dedicandosi anche allo studio della lingua Acholi, parlata localmente. In breve tempo l'ospedale di Kalongo si ingrandì e si arricchì di reparti, fino ad avere circa 350 posti letto e diventando ben presto un punto di riferimento per l'intera Africa centro-orientale. Ambrosoli si dedicò in particolare alla chirurgia e all'ostetricia, sfruttando i brevi periodi di vacanza in Italia per aggiornarsi professionalmente.
Nel 1959, seguendo l'idea di Comboni di Salvare l'Africa con l'Africa, coadiuvato dalle suore comboniane fondò una scuola per ostetriche e infermiere, che contribuì al miglioramento della qualità dell'assistenza sanitaria ugandese. Nel 1972 associò al suo ospedale anche i lebbrosari di Alito e Morulem.
Nel 1963 la fondazione Carlo Erba gli assegnò il Premio Missione del Medico. Nel 1985 l'Ordine dei Medici di Milano gli diede il Premio Pozzi Samuel Una vita per la medicina. Ambrosoli accettò questi premi con molta riluttanza, affermando che non li meritava.
Con l'ascesa al potere di Idi Amin Dada, che temeva il predominio degli acholi e dei langi nell'esercito e ne aveva iniziato la persecuzione, con uccisioni in massa, l'attività di padre Ambrosoli cominciò a subire impedimenti e persecuzioni. L'ospedale di Kalongo, durante la seguente guerra ugandese-tanzaniana, si prodigò per assistere i feriti di tutte le parti. Il lungo periodo di instabilità che seguì a questa guerra, culminò poi il 13 febbraio 1987 nell'evacuazione forzata dell'ospedale di Kalongo. Le truppe governative, per paura che i ribelli si impadronissero di esso, costrinsero padre Ambrosoli a chiuderlo e a trasferire i pazienti e tutto il personale a Lira. Egli riuscì a mettere tutti in salvo, sottoponendosi a sforzi e sacrifici enormi che, colpendo gravemente il suo organismo già minato da una grave insufficienza renale, causarono la sua morte, avvenuta il 27 marzo 1987.
La memoria liturgica ricorre il 28 luglio.

## Beatificazione
Le tappe del processo di beatificazione:
- Apertura Processo principale a Kalongo (Uganda), il 22 agosto 1999.
- Apertura Rogatoria a Como, il 7 novembre 1999.
- Chiusura Processo principale, il 4 febbraio 2001.
- Chiusura Rogatoria, il 30 giugno 2001.
- Apertura del Processo nella Congregazione delle Cause dei Santi, il 9 giugno 2001.
- Dichiarazione validità del Processo, il 4 giugno 2004.
- Dichiarazione di "Venerabilità" con decreto di papa Francesco, 17 dicembre 2016.
- Riconoscimento di un miracolo per sua intercessione con Decreto promulgato in data 29 novembre 2019; seguirà pertanto solenne cerimonia di beatificazione.
- Beatificazione, 20 novembre 2022 a Kalongo (Uganda).